# Castell de Cas
El castell de Cas (o torres de Cas) és un edifici d'Àger (Noguera) declarat bé cultural d'interès nacional.
Està situat en un dels extrems de la carena de la serra de Montclús, que limita la vall d'Àger per la banda meridional. És una fortalesa documentada el 1047 amb una torre sencera i circular i l'altra derruïda.

## Història
La primera notícia documental que fa referència a l'indret de Cas la trobem en l'acta de dotació de Sant Miquel de Montmagastre, església situada al castell de Montmagastre, atorgada el 1054 per Arnau Mir de Tost, la seva muller Arsenda i el seu fill Guillem Arnau on apareix la quadra de «villa de Garoca» dins del terme de Cas. L'existència d'una quadra implica el caràcter fronterer del lloc, conquerit pels dits consorts. Ho cerciora un document de 1063 on consta que la possessió d'aquestes terres els provenia per aprisió. Altres donacions per part dels expressats consorts a l'abadia de Sant Pere d'Àger documenten Cas. L'any 1057 lliuren terres amb el delme situades «in Kassi». El 1060 es fa donació a Sant Pere del castell de Cas amb les seves dominicatures, delmes, primícies i oblacions. Vers 1066 el condomini pel castell és per l'abat d'Àger.
El 1094, el feu de Cas era posseït per Galceran Erimany. N'eren castlans Bernat Erall i Pere Exabel. Al llarg del segle xii, Cas continua estant sota els dominis de l'abadiat de Sant Pere d'Àger, com es comprova en les butlles dels anys 1062 i 1179 del papa Alexandre III.
La torre mestra del castell fou restaurada el 1982 per la Generalitat de Catalunya,

## Arquitectura
Una torre, un recinte reduït que envolta la torre, en especial a la part oriental i un recinte molt ampli que s'estén cap a l'est, són les tres estructures que es conserven del castell.
La torre, de planta circular, té un diàmetre interior de 3,4 m, i uns murs amb un gruix de 195 cm que decreix uns 30 cm a nivell del primer pis. Se'n conserven dos nivells: l'inferior i el pis principal. La porta, d'arc de mig punt adovellat, se situa a una 6 m d'alçada i es relaciona amb el nivell del primer pis. A més del portal d'accés hi havia tres espitlleres d'un sol biaix per la cara interior, destinades a la guaita. L'alçada total de l'edifici és d'uns 9,5 m però cal suposar que era més alta. L'aparell és fet amb carreus allargats de mida mitjana (15 cm per 25 cm), ben arrenglerats en filades. Als 1,5 de la banda oest trobem carreus més grans i rectangulars (25 cm per 70 cm) o bé quadrats.

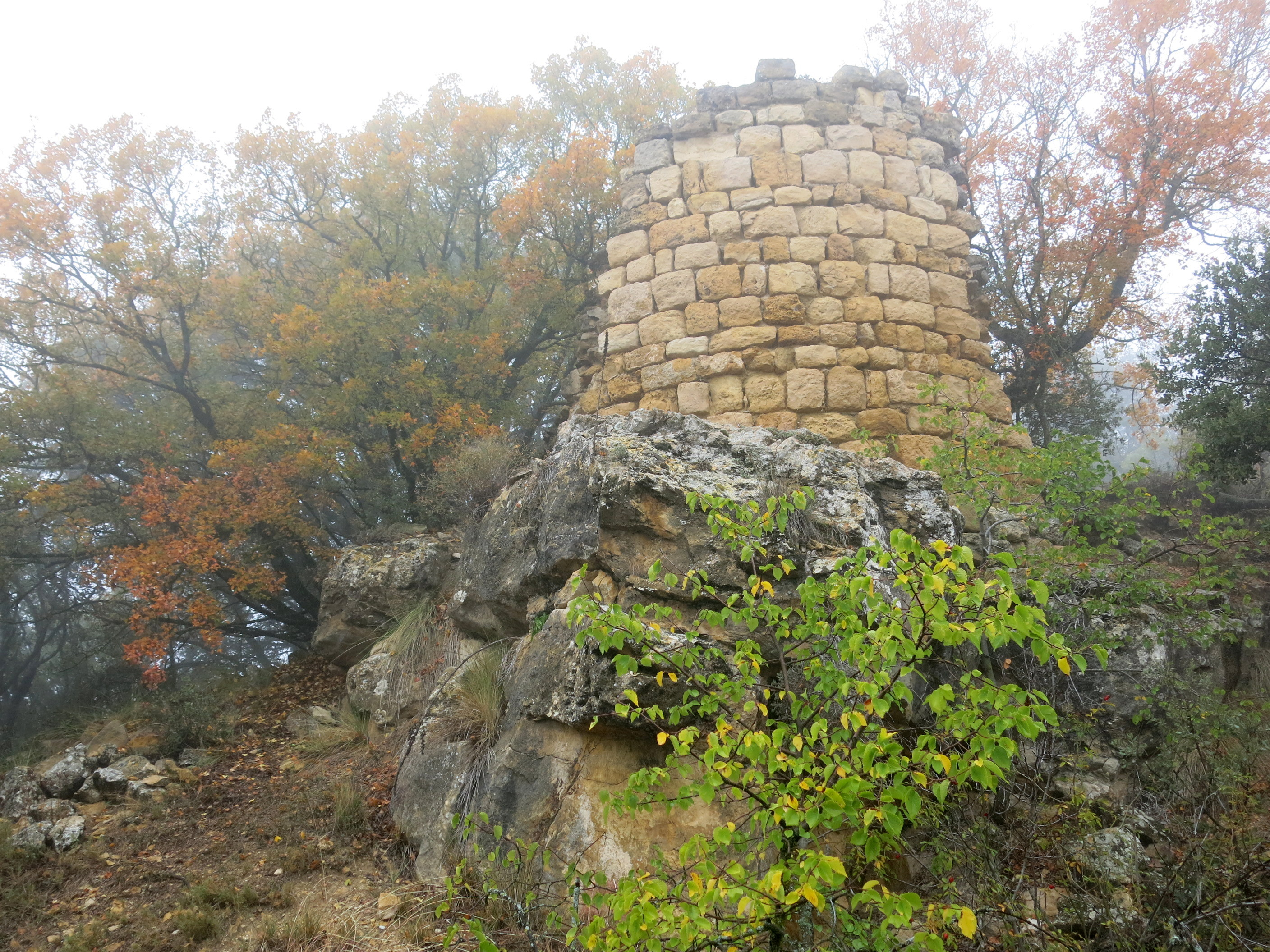
Castell de Cas. Restes d'una bestorre (2015)

A uns 4 m. a l'est de la torre hi ha els vestigis del clos exterior de planta arrodonida que envoltava la torre per aquesta part. El mur té un gruix de 100 cm. Sembla que tenia una porta d'una amplada de 140 cm. És fet amb carreus no gaire grans (12 cm per 25 cm) units amb morter. Possiblement actuava com a reforç de la base del mur de la torre, funció semblant a la «chemise » dels «donjons» romànics francesos. Un arc comunicava la torre amb aquest recinte, les restes del qual van ser eliminades en el decurs de la restauració de la torre.
A ponent de la torre i del primer clos s'estenia un recinte que feia uns 35 m de llarg i 17 d'ample, orientat d'est a oest. S'intueix per on passava la muralla. En l'extrem oposat de la torre, hi ha restes d'una bestorre circular, d'una alçada actual d'uns 3 m i una amplada de 4 m. És feta amb carreus semblants als de la torre, arrenglerats en filades i units amb morter de calç.
La datació del castell s'ha de situar al segle xi, en un moment proper al que es construí la torre de Fontdepou amb la qual té moltes semblances. Els recintes exterior del castell de Cas poden ser una mica posteriors.
A redós del castell, en la seva part meridional es construí el vilatge que perdurà fins a l'època moderna.